# آنتونیو کانتافورا
آنتونیو کانتافورا (ایتالیایی: Antonio Cantafora؛ زادهٔ ۲ فوریه ۱۹۴۴) با نام هنری مایکل کوبی بازیگر اهل ایتالیا است.
از فیلم‌ها یا برنامه‌های تلویزیونی که وی در آن نقش داشته‌است، می‌توان به حکایت‌های عاشقانه، شیطانت را در جهنم من بگذار، ... و مدام شیطان را در جهنم نهادند، ممنوعه‌ترین دکامرون، راهبه دیر کاسترو، مصاحبه، چند سوپرمن در مشرق‌زمین، سیلاب بهاری، جووانی فالکونه، چند سوپرمن در مشرق‌زمین و کریکت اشاره کرد.